# Römische Republik (1798–1799)
Die Römische Republik (Repubblica Romana) von 1798–1799 war eine durch französischen Revolutionsexport errichtete Tochterrepublik in Italien, gebildet aus dem Kirchenstaat, ausgerufen am 15. Februar 1798, aufgelöst im September 1799.

## Vorgeschichte
Der Kirchenstaat befand sich seit 1789 in einem dauernden Konflikt mit dem revolutionären Frankreich, das die klerikalen Vorrechte als Teil der Feudalordnung aufhob, den Kirchenbesitz zum Nationaleigentum erklärte und die Priester in den Status von wählbaren Staatsbeamten mit Eidespflicht überführte; ein großer Teil der Geistlichkeit emigrierte, Papst Pius VI. erklärte 1791 die staatliche Kirchenordnung Frankreichs für ungültig.
Die päpstliche Enklave der Grafschaft Venaissin mit der Stadt Avignon in Südfrankreich wurde bereits 1791 französisch besetzt, fünf Jahre später gerieten weitere Teile des Kirchenstaates unter französische Kontrolle; 1796 drang die oberitalienische Armee Bonapartes während des Ersten Koalitionskrieges südlich des Po in die päpstlichen Legationen Bologna und Ferrara sowie in die Romagna ein. Im Frieden von Tolentino vom 19. Februar 1797 trat der Kirchenstaat diese Gebiete an die französische transpadanische Tochterrepublik ab (zudem Venaissin mit Avignon an Frankreich). Im November 1797 wurde die Anconesische Republik abgespalten. Nach der Ermordung des französischen Militärattachés in Rom und einer förmlichen Kriegserklärung nahmen die französischen Truppen unter General Louis-Alexandre Berthier am 10. Februar 1798 Rom ein, worauf die der Revolution verpflichteten römischen Jakobiner oder Patrioten am 15. Februar die Republik ausriefen; der Papst flüchtete nach Siena in das Großherzogtum Toskana, Anfang März wurde Ancona wieder angeschlossen. Am 20. März 1798 erhielt die Republik eine Verfassung nach dem Vorbild des französischen Direktoriums.

## Verfassung und politische Wirklichkeit

### Verfassung
Die umfassenden Kompetenzen ausnutzend, welche dem französischen Stadtkommandanten infolge seiner Bestätigung der Souveränitätsakte im Namen des Direktoriums zustanden, wurde in Rom, wie gleichermaßen in den anderen italienischen Republiken, eine Variante der französischen Verfassung des Jahres III der Direktorialverfassung oktroyiert (März 1798). Wie es ihre Bezeichnung andeutet, bestand die exekutive Gewalt in einem Direktorium, einer kollegialen Regierung von fünf Direktoren, welche in Rom allerdings den Titel eines Konsuls (console) trugen. Die Legislative bildeten zwei Kammern, das Tribunat und der Senat, wobei Erstere nur einer begrenzten Bevölkerungsgruppe, nämlich den über 40-jährigen Verheirateten und Witwern zugänglich war.
Besetzt werden sollten beide Kammern zudem über eine indirekte Wahl, deren Wahlmänner über Grundbesitz verfügen mussten. Dem Tribunat oblag zwar die Wahl der Konsuln, wobei je ein Regierungsmitglied jährlich zur Wahl stand, um dieses darauf für fünf Jahre zu bekleiden. Der Senat jedoch hatte das Recht, für jede Wahl eine Vorschlagsliste zusammenzustellen, aus welcher das Tribunat die zu bestellenden Konsulate oder andere Ämter besetzen musste. Einzig das Tribunat wiederum konnte Gesetzesvorschläge einbringen, welche andererseits dem Veto des Senats unterlagen. Während die beiden Kammern keine gemeinsamen Ausschüsse bilden durften, war es dem Konsulat sogar verboten, anders als auf dem Schriftwege mit der Legislative zu verkehren. Das Gerichtswesen war von den beiden anderen Gewalten vollkommen unabhängig und auf allen Ebenen wählbar.
Über die Einsetzungsfunktion der beiden Kammern hinaus wurde eine strikte Gewaltenteilung dadurch in der Verfassung eingerichtet, dass weder die Konsuln die Kammern auflösen, noch die Legislative die Regierung abberufen konnte, was enorme politische Sprengkraft entwickeln sollte. Mit allen Versionen der Direktorialverfassung hatte die Römische einen nahezu sozialkonservativen Einschlag gemein. Die Skepsis gegenüber allzu vieler demokratischer Freiheit und Betätigung wurde im ganzen Dokument deutlich, da sie bereits in ihrer französischen Urfassung des Jahres 1795 jeglicher sozialegalitärer Prinzipien des Jakobinismus entschieden entsagt hatte. In diesem Sinne wurden auch die Bürgerrechte „nur des Schreibens mächtigen Römern, die Grund- oder Kopfsteuer zahlten, in der Nationalgarde dienten und einem geregelten Beruf nachgingen, zuerkannt“, und um einen Katalog der Bürgerpflichten ergänzt.
Veränderungen in den Bestimmungen gegenüber dem französischen Vorbild lassen sich aus Erfahrungen mit dem Verfassungstyp sowie spezieller Anforderungen des Besatzungsregimes erklären. Einerseits hatte man beispielsweise die römischen Konsuln unter anderem in finanzpolitischer Hinsicht gestärkt, sodass letztendlich sämtliche italienischen Direktorien innerhalb ihrer Verfassungen eine gestärkte Rolle erhielten.
Andererseits beinhaltete der Artikel 368 der römischen Verfassung eine Bestimmung, die mancher Historiker gar zum einzigen „Prinzip“ der Souveränität der Römischen Republik verklärte: „Demnach stand dem französischen Militärkommandanten bis zum Abschluss eines Freundschaftsvertrages das Recht zu, Gesetze zu erlassen und die Besetzung aller wichtigen Staatsämter selbst vorzunehmen.“ (Elm) Ferner wachte seit dem 23. Februar 1798 eine Zivilkommission (commissione civile) des französischen Direktoriums über alle nichtmilitärischen Entscheidungen des Konsulats, bis sie schließlich, am Ende der republikanischen Phase, kraft Artikel 368 die eigentliche Regierung bildete. Obwohl dieser Totalvorbehalt häufig ausgenutzt worden ist, kann seine bloße Existenz jedoch die faktische und eigenständige legislative und organisatorische Tätigkeit der Republik in der kurzen Zeit ihres Bestehens nicht ungeschehen machen. Überhaupt bestand die Notwendigkeit des ständigen Eingreifens des Pariser Direktoriums in die römischen Verhältnisse nicht, da man mit jener Verfassung längst eine Regierung eingesetzt hatte, welches sich von der Pariser politischen Linie nicht allzu weit entfernen würde. In ihrer ganzen Konstruktion diente die Verfassung der Mäßigung im politischen Prozess: Allgemeines Wahlrecht für eine sozial begrenzte Bürgerschaft, welche über grundbesitzende Wahlmänner eine Legislative beschickte, innerhalb derer die Entscheidungskompetenz wiederum bei den Repräsentanten des arrivierten Bürgertums lag – hier war die staatstragende Funktion im sowieso schmalen Mittelstand klar zu finden.

### Kirchen- und Religionspolitik
Nicht unerwähnt bleiben kann in einer Darstellung der republikanischen Phase der Geschichte des Kirchenstaates die Religionspolitik des neuen Regimes und die Lage der Kirche unter ihm. Die Souveränitätsakte (Atto del popolo sovrano) vom 15. Februar stellte das Papsttum ausdrücklich unter den Schutz der Republik, war er doch Ausdruck der Haltung römischer Revolutionäre. Das Einlenken des französischen Direktoriums in dieser Sache lässt den ideologischen Graben zwischen Franzosen und Italienern erkennen und führte dazu, dass die endgültige Verfassung keinerlei staatskirchenrechtliche Bestimmungen enthielt: Man fürchtete, dass der Papst eine Gefahr für den Bestand der Republik darstellen würde und entfernte ihn aus dem Vatikan. Ebenso wurden alle anderen Kardinäle ausgewiesen, sodass lediglich ein apostolischer Legat in Rom verblieb.
Trotzdem erscheint die weitere Religionspolitik des revolutionären Regimes moderat: Eine commissione ecclesiastica wurde eingerichtet, welche sich mit einer Kirchenreform und einer Demokratisierung des Klerus beschäftigen sollte. Anstatt einer umfassenden Demontage der kirchlichen Institutionen, beabsichtigte man ihre gesellschaftliche Entmachtung bzw. „ihre stufenweise Verdrängung aus dem öffentlichen Leben und ihre Unterordnung unter den demokratischen Staat“ (Elm). Die überdurchschnittlich hohe Zahl von Klerikern im Land gedachte man durch Ausweisung ausländischer Geistlicher und Aufhebungen von Klöstern (ca. 340) zu verringern, wobei auch zahlreiche andere kirchliche Immobilien von der „Nationalisierung“ betroffen waren. Predigten wurden zunehmend zensiert oder ihr Inhalt direkt vorgeschrieben. Ein „Kult der Freiheit“, analog zu Verehrung der Vernunft im Frankreich der Jahre 1793/94, wurde eingeführt, dem man sogleich mit unzähligen Freiheitsbäumen in ganz Rom Ausdruck verlieh, so dass Spötter die Stadt bald mit einem Wäldchen verglichen. Obgleich christliche Prozessionen schnell verboten worden waren, stellten Historiker fest, dass „die Formen der traditionellen Liturgie und Volksfrömmigkeit, wenn auch in modifizierter Form, in der republikanischen Festkultur weiterlebten.“ (Elm) Allerdings muss diese Sakralisierung des Republikanischen auch als eine Wurzel des traditionell (i. d. S. christlich) begründeten Widerstandes gegen die Republik angesehen werden. Als alarmierender Hinweis auf die Bedrängung der Republik muss eine Verfügung des Januars 1799 gelten, in welcher jedwede Kollaboration von Klerikern und Aufständischen mit dem Tode bedroht wurde.

## Niedergang und Ende der Republik

### Belastungen und Ursachen des Niedergangs
Der Niedergang der Römischen Republik vollzog sich de facto bereits im Vorfeld der militärischen Rückeroberung Roms durch die zweite Koalition, denn sie scheiterte im Inneren an zahlreichen Hürden, von denen einige hier exemplarisch genannt werden sollen.
Die Lage, welcher sich das erste Konsulat stellte, schien alles andere als günstig. Das politische Klima war geprägt durch rechtliche oder faktische Ausgrenzung, war die Republik schließlich, wenn auch nicht gegen den Willen der Mehrheit, so doch nach dem Wunsche einer Minderheit aufgerichtet worden. Bürger- und damit Wahlrecht, ist nur an eine Minderheit des Volkes vergeben worden und Wahlen selbst fanden nach der Suspendierung der Wahlkomitien im Januar 1799 nicht statt.
Die politische Klasse befand sich in einer misslichen Position, denn man hatte durch die Eroberer zunächst ein demokratisches System erhalten, und dennoch blieb ein gewichtiger Teil der Souveränität bei denselben – ein nur schwerlich zu überbrückender Widerspruch. Da die Machtkonflikte zwischen der französischen Zivil- und Militärgewalt durch die Zivilkommission und den Stadtkommandanten auch in Rom ausgetragen wurden, und zwischen eingesetztem Konsulat und dem Tribunat nahezu anhaltender innenpolitischer Disput herrschte, blockierte sich das System binnen kurzem selbst. Die Direktorialverfassung enthielt keinerlei Regelungen für den Konfliktfall zwischen den Gewalten, sowohl Regierung als auch Legislative konnten nicht abberufen bzw. aufgelöst werden. Paris reagierte auf die Spannungen zwischen seinen Vertretern mit dem regelmäßigen Austausch der Oberkommandierenden. Folge dieser verfahrenen Situation war eine Aneinanderreihung von Konsulatskrisen, da sich die Auseinandersetzungen am zentralen Organ der Republik entluden.
Bereits in der ersten Woche des Staates traten zwei der fünf Konsuln zurück, da die Zivilkommission keine Kandidaten für weitere zwei Konsulate finden konnte. Im September des Jahres musste die französische Zivilbehörde die ganze Regierung auswechseln, da sich die Konsuln geweigert hatten, nach gerechtfertigten Vorwürfen seitens der größten Zeitung der Republik, über die Anschuldigungen öffentlich Rechenschaft abzulegen. Eine Anweisung des Direktoriums, missliebige, mit dem Skandal in Verbindung stehende Tribunen zu entlassen, wurde dennoch nicht durchgeführt.
Neben teils massiven Durchsetzungsschwierigkeiten der Regierung in der Provinz der Republik, die nur durch die Entsendung umfassend bevollmächtigter Sonderkommissare und republikanischer sowie französischer Truppen einigermaßen behoben werden konnten, plagte das Regime in Form der maroden Wirtschaft und ihrer Finanzen das Erbe des Kirchenstaats. Da sowohl drohender Staatsbankrott als auch französische Kontributionen von der päpstlichen Herrschaft übernommen wurden, hätte nur eine umfassende Wirtschafts- und Währungsreform den Staatsstreich stabilisieren können. Eine Agrarreform, welche darum das Herzstück einer republikanischen Sozialpolitik hätte bilden müssen, kam wegen ideologischer Grabenkämpfe in Tribunat und Senat nicht voran.
Auch gelang es nicht, über eine Deckung durch den Verkauf von Nationalgütern, die Währung zu konsolidieren, was wiederholt zum Ausfall von Steuereinnahmen führte. Unregelmäßigkeiten und unlautere Praktiken bei der Veräußerung der Nationalgüter brachten dem Regime daneben schlechte Presse ein. Das Annonarsystem musste in veränderter Form Anfang 1799 wieder eingeführt werden, um eine Hungersnot abzuwenden und auch einige unpopuläre päpstliche Steuern wurden in Teilen der Republik erneut erhoben, was zu ersten ernsthaften Ausschreitungen führte. Zu diesen ersten antirepublikanischen Unruhen gesellte sich, dass einige Kommunen sich in Gänze vom neuen Staat loszusagen suchten (municipalismo) und das, obwohl die Grenzen der Republik (und der italienischen Republiken zueinander) niemals genau festgelegt worden waren.

### Das Ende der Republik
Die innenpolitischen Problemlagen wurden von Anfang an von einer latenten und sukzessive anwachsenden Aufstandsbewegung begleitet, vor allem auf dem Lande. Diese wiederholten lokalen Aufstände jedoch sind kein Phänomen, welches auf die republikanische Zeit begrenzt werden könnte, sondern begannen bereits 1789 als allgemeines Aufbegehren gegen die althergebrachten Strukturen. Konkretere Ausformungen antirepublikanischen Widerstandes findet man unter konterrevolutionäre Legitimisten (Sanfedisten): „Überall in Italien, im Piemont, in Mittelitalien und im Süden, war im Jahre 1799 auf dem Land aus dem einfachen Volk und den Bauern eine antifranzösische Guerilla entstanden“ (Elm), welche dem Vormarsch der österreichisch-russischen Koalitionstruppen im Frühjahr den Weg bereiteten und in Neapel, unter Kardinal Ruffo sogar die Parthenopäische Republik zu stürzen in der Lage waren, die im Januar kurzzeitig aus einem französischen Angriff hervorging. Vor allem radikale Patrioten (als giacobini bezeichnet), und Juden fielen den Aufständischen, die bald regelrechte Züge veranstalteten, zum Opfer. Als die Unruhen begannen vom Lande auf die Stadt überzugreifen, hatten römisches Tribunat und Konsulat einander endgültig ausmanövriert. Stadtkommandant General Garnier verkündete für Rom am 11. Juni den Belagerungszustand und suspendierte die Verfassung der Repubblica Romana. Der französische Botschafter Bertolio übernahm sogleich die Regierungsgewalt mit einem Ministerrat, nachdem ein Tribunatsausschuss versucht hatte, die Konsuln mit Hilfe Garniers absetzen zu lassen.
Den Koalitionstruppen stand der Weg nach Mittelitalien mit dem Sieg in der Schlacht an der Trebbia (19. Juni 1799) bald darauf frei. Am 23. Juni verließen die französischen Truppen Neapel nach Norden, am 19. September gab man Rom im allgemeinen militärischen Rückzug auf. Am 30. September 1799 marschierte die neapolitanische Armee unter König Ferdinand I. in Rom ein und installierte in den darauf folgenden Tagen eine provisorische Regierung aus ehemaligen Beamten der Republik. Wie schon in Neapel kam es auch hier, in und aus der Bevölkerung, zu blutigen Racheakten an Vertretern der ehemaligen Republik sowie zu einem Tribunal, bei welchem Adel und Klerus jedoch Immunität genossen. Nachdem auch eine russische Armee Rom erreicht hatte, zog der neue Papst Pius VII. am 3. Juli des Jahres 1800 wieder in die Ewige Stadt ein.